# Наукове співтовариство
 Наукове співтовариство — абстрактне поняття, що визначає певну сукупність наукових працівників. У вузькому сенсі, наукове співтовариство обмежується лише науковцями. У ширшому сенсі, до складу наукового співтовариства крім науковців також належать фахівці технічного рівня  — інженери, техніки, лаборанти та інші. Можна говорити як про наукове співтовариство взагалі, так і про галузеві, багатогалузеві або міжгалузеві наукові співтовариства, утворені дослідниками, що працюють у відповідних галузях науки. В межах наукового співтовариства між дослідниками відбувається обмін інформацією, необхідний для роботи наукового методу. Таке співтовариство не має жорсткої організації і його не слід плутати з науковими організаціями, які зазвичай мають статус юридичної особи та фінансове забезпечення. У зв'язку з цим, встановлення характерних ознак та кордонів того чи іншого наукового співтовариства, а також критеріїв приналежності тієї чи іншої особи до нього, має суб'єктивний характер. Разом з тим, науковим співтовариствам, як і будь-якій іншій соціальній групі, властиві соціальні інститути — система наукових поглядів, наукові школи, ієрархія взаємин членів спільноти, наукові товариства, наукова етика, система засобів обміну науковою інформацією — та інші характеристики, включаючи професійний гумор, спеціальну мову (термінологію), міфологію. 
В англійській мові словосполучення англ. scientific community (наукове співтовариство) виникло у XVIII столітті та набуло сучасного сенсу на початку XIX століття. 